# Теренцы
Теренцы (укр. Теренці) — село на Украине, основано в 1896 году, находится в Хорошевском районе Житомирской области.
Население по переписи 2001 года составляет 239 человек. Почтовый индекс — 12124. Телефонный код — 4145. Занимает площадь 1,015 км².

## Адрес местного совета
12124, Житомирская область, Хорошевский р-н, с.Дашинка, ул.Чкалова, 5